# Camptown Races
Gwine to Run All Night, or De Camptown Races (bedre kendt som Camptown Races) er en amerikansk minstrelsang skrevet af Stephen Foster (1826–64). ( lyt ?) Den blev udgivet af F. D. Benteen fra Baltimore, Maryland i februar 1850. Benteen udgav en anden udgave i 1852 med guitar-akkompagnement med titlen The Celebrated Ethiopian Song/Camptown Races.
Richard Jackson skrev: "Foster tilpassede ganske specifikt sangen til brug på minstrelscenen. Han komponerede det som et stykke for solostemme med tilråb og refrain for gruppe... hans dialektiske vers indeholder al den vilde overdrivelse og rå charme fra folkeeventyret, såvel som noget af hans mest levende fantaseren ... Sammen med Oh! Susanna er Camptown Races én af perlerne fra minstreltiden".